# Eva LaRue

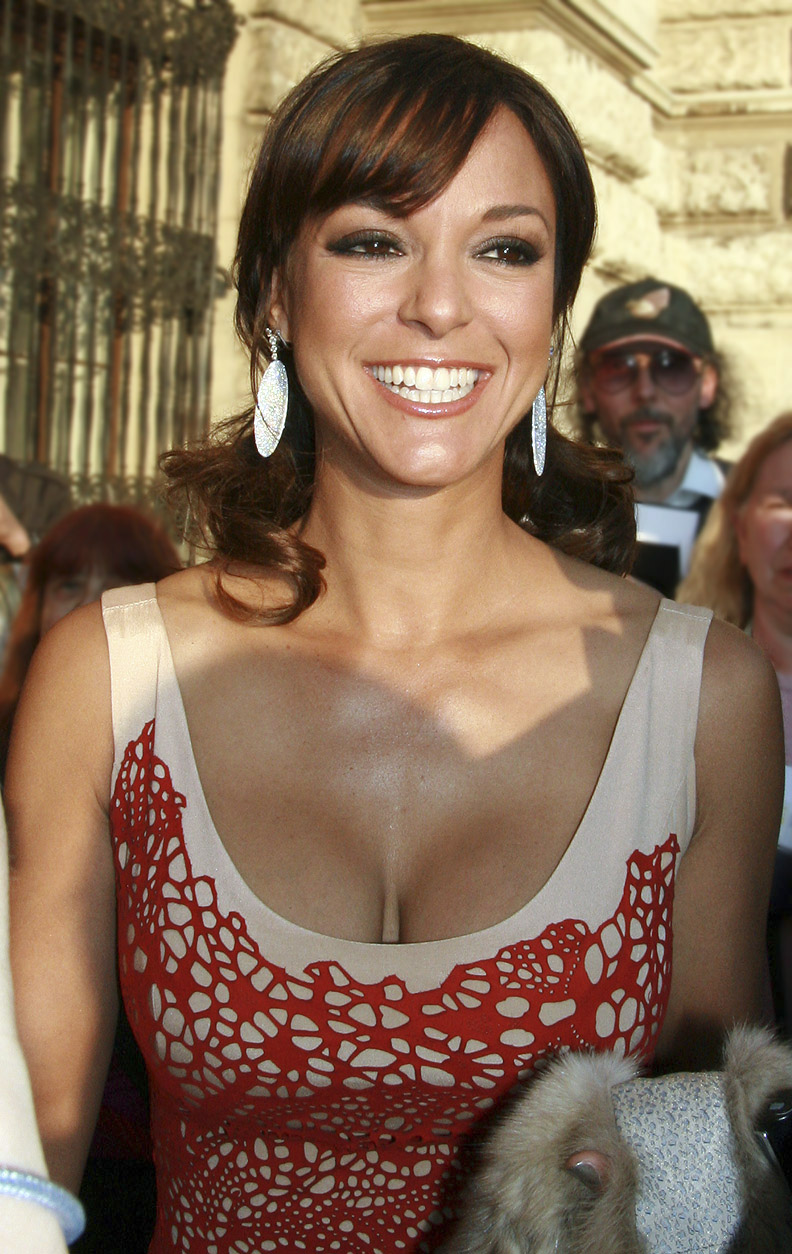
Eva LaRue bei der Romyverleihung 2009 in Wien

Eva LaRue (* 27. Dezember 1966 in Long Beach, Kalifornien als Eva Maria LaRuy) ist eine US-amerikanische Schauspielerin.

## Leben und Karriere
LaRue begann ihre Schauspielkarriere im Alter von sechs Jahren. Erste größere Rollen in Fernsehproduktionen spielte sie ab Ende der 1980er Jahre. Sie hatte Gastrollen in verschiedenen US-amerikanischen Serien wie Eine schrecklich nette Familie, Dallas und They Came from Outer Space. Von 1993 bis 1997 und nochmals von 2002 bis 2005 spielte sie die Rolle der Dr. Maria Santos in der Serie All My Children. 1997 und 2006 wurde sie für diese Rolle mit dem ALMA Award ausgezeichnet und war ebenfalls 1997 für den Emmy Daytime Award nominiert. Von 2005 bis 2012 spielte sie die Rolle der Natalia Boa Vista in der Serie CSI: Miami. In Fuller House, dem Spin-off von Full House, spielte LaRue Danny Tanners Frau Teri.

### Persönliches
Von 1992 bis 1994 war LaRue mit ihrem Schauspielkollegen John O’Hurley verheiratet. Von 1996 bis 2004 war sie mit John Callahan verheiratet, der in All my Children ihren Ehemann spielte. Aus der Beziehung ging eine Tochter hervor. Sie ist ein Mitglied der Bahai-Religion. Eva LaRue heiratete den Unternehmer Joe Cappuccio im Juni 2010, von dem sie jedoch Anfang 2014 ebenfalls wieder geschieden wurde.

## Filmografie (Auswahl)
- 1987: Die Barbaren (The Barbarians)
- 1987: Full House (Rags to Riches, Fernsehserie, Folge 2x09 Beauty and the Babe)
- 1988: California Clan (Santa Barbara, Fernsehserie, 24 Folgen)
- 1988: Sheriff gesucht (Desert Rats, Fernsehfilm)
- 1989: Freddy’s Nightmares (Fernsehserie, Folge 1x19 Missing Persons)
- 1990: Kampf der Roboter (Crash and Burn)
- 1990: Der Chaoten-Cop (Heart Condition)
- 1990: Eine schrecklich nette Familie (Married with Children, Fernsehserie, Folge 4x15 Das Model)
- 1992: Die Verschwörer (Dark Justice, Fernsehserie, Folge 2x17 Teenage Pajama Party Massacre: Part 1V)
- 1993: RoboCop 3
- 1993–2011: All My Children (Fernsehserie, 104 Folgen)
- 1998: Diagnose: Mord (Diagnosis Murder, Fernsehserie, Folge 6x04 Lösegeld-Übergabe)
- 1998: Eis – Wenn die Welt erfriert (Ice)
- 2000: Third Watch – Einsatz am Limit (Third Watch, Fernsehserie, neun Folgen)
- 2000: Ein höllisch guter Engel (One Hell of a Guy)
- 2000–2001: Soul Food (Fernsehserie, fünf Folgen)
- 2005–2012: CSI: Miami (Fernsehserie, 153 Folgen)
- 2006: Cries in the Dark
- 2008: Lakeview Terrace
- 2012: Family Trap
- 2012: Eine Elfe zu Weihnachten (Help for the Holidays)
- 2013: Criminal Minds (Fernsehserie, Folge 9x03 Final Shot)
- 2015: Dancer and the Dame
- 2015: Letter Never Sent (Fernsehfilm)
- 2016: Fuller House (Fernsehserie, Folge 1x01 Our Very First Show, Again)
- 2016: Mack & Moxy (Fernsehserie, drei Folgen)
- 2016: A Killer Walks Amongst Us
- 2018: Orphan Horse
- 2019–2020: Schatten der Leidenschaft (The Young and the Restless, Seifenoper, 17 Folgen)
- 2020: Finding Love in Quarantine (Fernsehserie, fünf Folgen)
- 2020–2021: The Family Business (Fernsehserie, fünf Folgen)
- 2024: The Engagement Plan (Fernsehfilm)
- 2024: General Hospital (Fernsehserie)